# Етьєн Безу
Етьє́н Безу́ (фр. Étienne Bézout; 3 березня 1730, Немур, Сена і Марна — 27 вересня 1783) — французький математик, член Паризької АН (з 1758).
Працював головним чином у галузі вищої алгебри, розробив методи розв'язування систем алгебраїчних рівнянь довільного степеня, довів теорему (1774), названу його ім'ям: кількість розв'язків системи n рівнянь, степені яких є m1, m2 …, mn, в найзагальнішому випадку дорівнює добуткові m1 x m2 x … x mn.